# Dance Alone (Sia–Kylie Minogue-dal)
A Dance Alone címnű dal az ausztrál Sia és Kylie Minogue 2024. február 7-én megjelent közös dala az Atlantic Records kiadásában. A dal szerepel Sia 10. Reasonable Woman című stúdióalbumán. 

## Előzmények és megjelenés
2023 szeptemberében Sia bejelentette 10. stúdióalbumának a "Resonable Woman"-nak a megjelenését, és kiadta az album vezető kislemezét a "Gimme Love" című dalt. Ugyanebben a hónapban Kylie Minogue is megjelentette 16. stúdióalbumát, a Tension címűt, mely a kritikusok elismerését váltotta ki. Minogue és Sia korábban már dolgoztak együtt Minogue 12. stúdióalbumán, a Kiss Me Once címűn 2014-ben, melynek Sia producere és két dal társszerzője is volt. A "Dance Alone" című dalt először Minogue a Las Vegas-i rezidenciájának bemutatója előtt adta elő 2024. január végén. A dalt február 1-én a közösségi médián keresztül jelentették be, és megjelent a dal klipje is a dalszöveg videóval együtt február 7-én.

## Slágerlista
| Slágerlista (2024)                        | Legjobb helyezés |
| ----------------------------------------- | ---------------- |
| Australian Artist Singles (ARIA)          | 12               |
| Australia Independent (AIR)               | 1                |
| Croatia (HRT)                             | 16               |
| Japan Hot Overseas (Billboard Japan)      | 12               |
| Netherlands (Tipparade)                   | 25               |
| New Zealand Hot Singles (RMNZ)            | 19               |
| Russia Airplay (TopHit)                   | 43               |
| South Korea BGM (Circle)                  | 129              |
| South Korea Download (Circle)             | 194              |
| Egyesült Királyság (UK Singles Chart)     | 60               |
| US Hot Dance/Electronic Songs (Billboard) | 8                |

## Megjelenések
| Régió       | Dátum             | Formatum                   | Label    | Ref.   |
| ----------- | ----------------- | -------------------------- | -------- | ------ |
| Különböző   | 2024. február 7.  | Digital download streaming | Atlantic | [ 20 ] |
| Olaszország | 2024. február 23. | Radio airplay              | Warner   | [ 21 ] |